# トラッシュキャン・シナトラズ
トラッシュキャン・シナトラズ（英語: Trashcan Sinatras）は、スコットランド、アーヴァイン出身のロックバンドである。1989年に結成され、1990年にEP『オブスキュリティー・ノックス』でデビュー。

## 来歴
1987年にスコットランドのイースト・エアシャーキルマーノックで結成された。同年にサイモン・ダインによって見いだされ、ゴー・ディスクズと契約した。
1990年にEP『オブスキュリティー・ノックス』でデビュー。同作は全英シングルチャートで最高位86位、ビルボード誌のAlternative Songsチャートで12位を獲得した。続いて発売されたアルバム『ケーキ』と共に、アメリカで10万枚以上の売り上げを記録した。
1996年に3rdアルバム『ハッピー・ポケット』を発売。同作はイギリスと日本では発売されたが、アメリカではレーベル側が販売を拒否したため、アメリカでは発売されなかった。同年にゴー・ディスクズは、ユニバーサル ミュージック グループに買収されたことにより解体。自主スタジオのシャビー・ロード・スタジオも売却することとなった。

## メンバー
| 名前                                               | 担当楽器                          | 在籍期間                      |
| -------------------------------------------------- | --------------------------------- | ----------------------------- |
| フランシス・リーダー （英語: Francis Reader）      | ボーカル アコースティック・ギター | 1986年 - 現在                 |
| ジョン・ダグラス （英語: John Douglas）            | リズムギター ボーカル             | 1986年 - 現在                 |
| ポール・リヴィングストン （英語: Paul Livingston） | リードギター                      | 1986年 - 現在                 |
| スティーブン・ダグラス （英語: Stephen Douglas）   | ドラムス ボーカル                 | 1986年 - 現在                 |
| スティービー・マルハーン （英語: Stevie Mulhearn） | キーボード                        | 1998年 - 2000年 2006年 - 現在 |
| フランク・ディバンナ （英語: Frank DiVanna）       | ベース                            | 2009年 - 現在                 |

| 名前                                           | 担当楽器                            | 在籍期間                                        |
| ---------------------------------------------- | ----------------------------------- | ----------------------------------------------- |
| ロディ・ハート （英語: Roddy Hart）            | キーボード アコースティック・ギター | 2003年 - 2005年                                 |
| グラント・ウィルソン （英語: Grant Wilson）    | ベース                              | 1998年 - 2000年 2002年 - 2003年 2006年 - 2008年 |
| ジョディ・ストッダート （英語: Jody Stoddart） | ギター                              | 2007年                                          |

| 名前                                         | 担当楽器 | 在籍期間                               |
| -------------------------------------------- | -------- | -------------------------------------- |
| デービー・ヒューズ （英語: Davy Hughes）     | ベース   | 1986年 1992年 - 1996年 2001年 - 2005年 |
| ジョージ・マクデイド （英語: George McDaid） | ベース   | 1986年 1989年 - 1991年                 |

## 作品

### シングル・EP
| 年   | タイトル                                    | 最高位 | 最高位 | 初収録アルバム               |
| 年   | タイトル                                    | UK     | US Alt | 初収録アルバム               |
| ---- | ------------------------------------------- | ------ | ------ | ---------------------------- |
| 1990 | オブスキュリティー・ノックス                | 82     | 12     | ケーキ                       |
| 1990 | オンリー・タング・キャン・テル              | 77     | 8      | ケーキ                       |
| 1990 | サークリング・ザ・サーカムファランス        | ―      | ―      | ケーキ                       |
| 1993 | ヘイフィーバー                              | 61     | 11     | アイヴ・シーン・エヴリシング |
| 1993 | アイヴ・シーン・エヴリシング                | ―      | ―      | アイヴ・シーン・エヴリシング |
| 1993 | ブラッドラッシュ （プロモ盤）               | ―      | ―      | アイヴ・シーン・エヴリシング |
| 1995 | ジニアス・アイ・ワズ （プロモ盤）           | ―      | ―      | ハッピー・ポケット           |
| 1996 | メイン・アトラクション                      | 182    | ―      | ハッピー・ポケット           |
| 1996 | トウィステッド・アンド・ベント              | 121    | ―      | ハッピー・ポケット           |
| 1996 | ハウ・キャン・アイ・アプライ                | 172    | ―      | ハッピー・ポケット           |
| 1996 | トゥ・サー・ウィズ・ラブ                    | 88     | ―      | ハッピー・ポケット           |
| 1999 | スノウ                                      | ―      | ―      | 未収録                       |
| 2004 | ウェルカム・バック （プロモ盤）             | ―      | ―      | ウェイトリフティング         |
| 2005 | オール・ザ・ダーク・ホーシーズ              | ―      | ―      | ウェイトリフティング         |
| 2005 | ワイルド・マウンテンサイド                  | ―      | ―      | 未収録                       |
| 2008 | オレンジズ・アンド・アップルズ （配信限定） | ―      | ―      | イン・ザ・ミュージック       |

### オリジナル・アルバム
| 年   | タイトル                     | タイトル             | 最高位 | 最高位 |
| 年   | 邦題                         | 原題                 | UK     | US     |
| ---- | ---------------------------- | -------------------- | ------ | ------ |
| 1990 | ケーキ                       | Cake                 | 74     | 131    |
| 1993 | アイヴ・シーン・エヴリシング | I've Seen Everything | 50     | ―      |
| 1996 | ハッピー・ポケット           | A Happy Pocket       | 125    | ―      |
| 2004 | ウェイトリフティング         | Weightlifting        | ―      | ―      |
| 2009 | イン・ザ・ミュージック       | In The Music         | ―      | ―      |
| 2016 | ワイルド・ペンデュラム       | Wild Pendulum        | ―      | ―      |
| 2018 | アイヴ・シーン・エヴリシング | All Night In America | ―      | ―      |